# آنتوان دو سنت‌اگزوپری
آنتوان دو سَنت‌اگزوپری (فرانسوی: Antoine de Saint-Exupéry‎)، زادهٔ ۲۹ ژوئن ۱۹۰۰ در لیون و ناپدیدشدهٔ پروازی در سواحل مارسی در تاریخ ۳۱ ژوئیهٔ ۱۹۴۴، نویسنده، شاعر، خلبان و گزارشگر اهل فرانسه بود. اگزوپری پس از مرگ، تبدیل به قهرمان ملی فرانسه شد. اثر معروف او شازده کوچولو است.

## دوران جوانی و هوانوردی
سنت‌اگزوپری در شهر لیون و در یک خانوادهٔ کاتولیک و نخبه‌سالار زاده شد. شجره‌نامهٔ این خانواده تا چندین قرن قدمت داشت. او سومین فرزند از ۵ فرزند مارتَن لویی ماری ژان دو سنت‌اگزوپری و آندره ماری لوییز بوآیه دو فونکُلُم بود. پدر وی مدیر اجرایی کارگزاری بیمه بود که در ایستگاه قطار بر اثر سکته، قبل از چهارمین سال تولد آنتوان درگذشت.
آنتوان در سال ۱۹۳۱ با کنسوئلو دو سنت اگزوپری ازدواج کرد.
سنت‌اگزوپری تا قبل از جنگ جهانی دوم، خلبان تجاری موفقی بود که در خطوط پست هوایی میان اروپا، آفریقا و آمریکای جنوبی به فعالیت می‌پرداخت اما با آغاز جنگ، هر چند از دیدگاه سن و وضعیت سلامتی در شرایط مطلوبی نبود اما به نیروی هوایی فرانسه آزاد در شمال آفریقا پیوست.
در ژوئیه ۱۹۴۴ هواپیمای او در یک پرواز شناسایی بر فراز دریای مدیترانه ناپدید شد و اعتقاد بر این بود که در همان زمان کشته شده است.

## حرفه نویسندگی

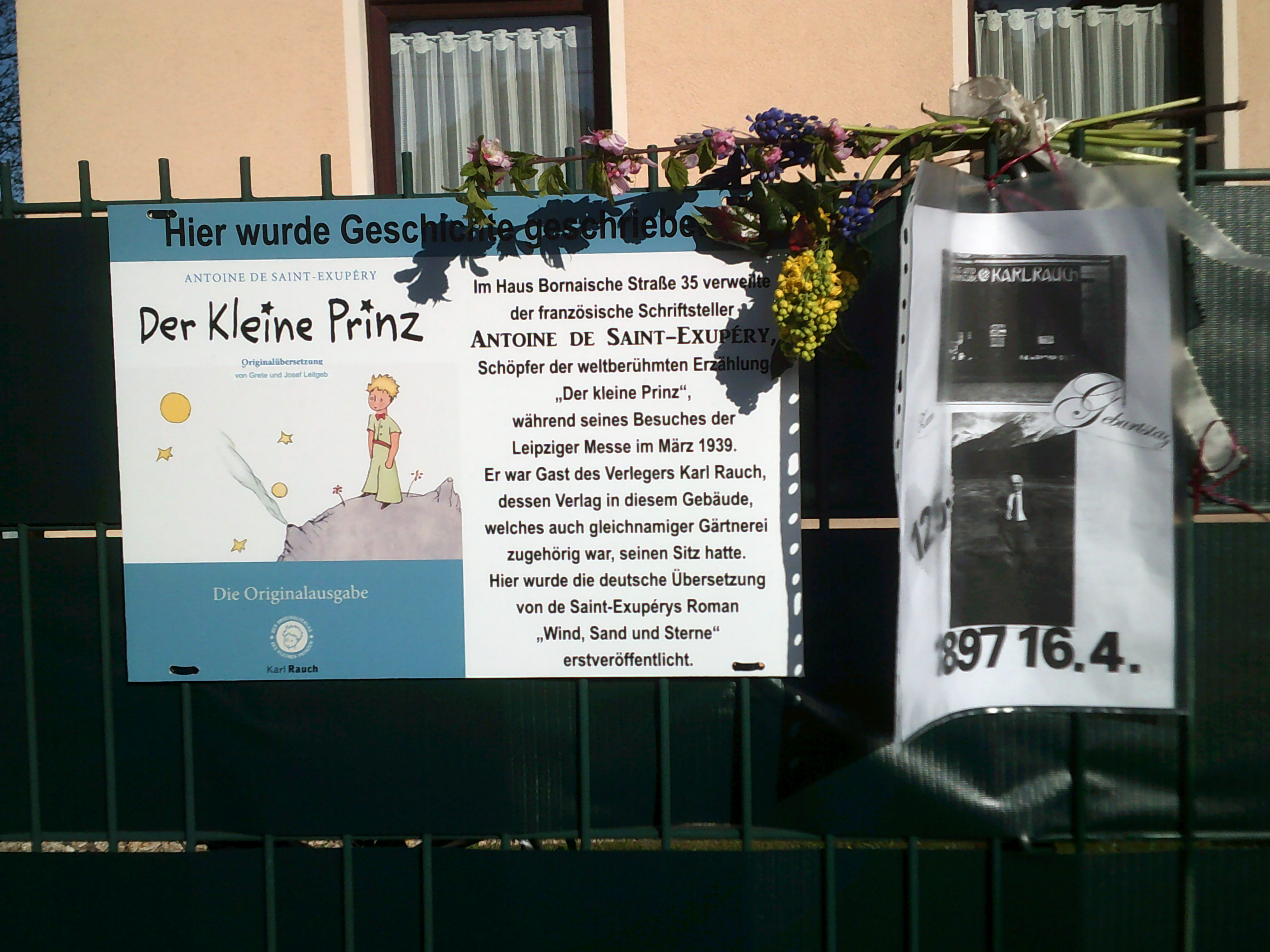
لوح یادبود آنتوان دو سنت اگزوپری در آلمان.

سنت‌اگزوپری برندهٔ جوایز ادبی معتبر فرانسه و همچنین برندهٔ جایزهٔ کتاب ملی آمریکا شد. عمده شهرت وی به واسطه کتاب شازده کوچولو و نوشته‌های تغزلی او با عنوان زمین انسان‌ها و پرواز شبانه است. آثار او از جمله کتاب شازده کوچولو به ۳۰۰ زبان و گویش ترجمه شده است.

## کشته شدن
به هنگام گشایش جبهه دوم و پیاده شدن قوای متّفقین در سواحل فرانسه، بار دیگر با درجه سرهنگی نیروی هوایی به فرانسه بازگشت. در ۳۱ ژوئیه ۱۹۴۴ برای پروازی اکتشافی برفراز فرانسه اشغال شده از جزیره کرس در دریای مدیترانه به پرواز درآمد، و پس از آن دیگر هیچگاه دیده نشد.
دلیل سقوط هواپیمایش هیچگاه مشخص نشد اما در اواخر قرن بیستم و پس از پیدا شدن لاشه هواپیمایش اینطور به‌نظر می‌رسد که برخلاف ادعاهای پیشین، او هدف آلمانی‌ها واقع نشده است، زیرا روی هواپیما اثری از تیر دیده نمی‌شود و احتمال زیاد می‌رود که سقوط هواپیما به‌دلیل نقص فنی بوده است.

## نگارخانه

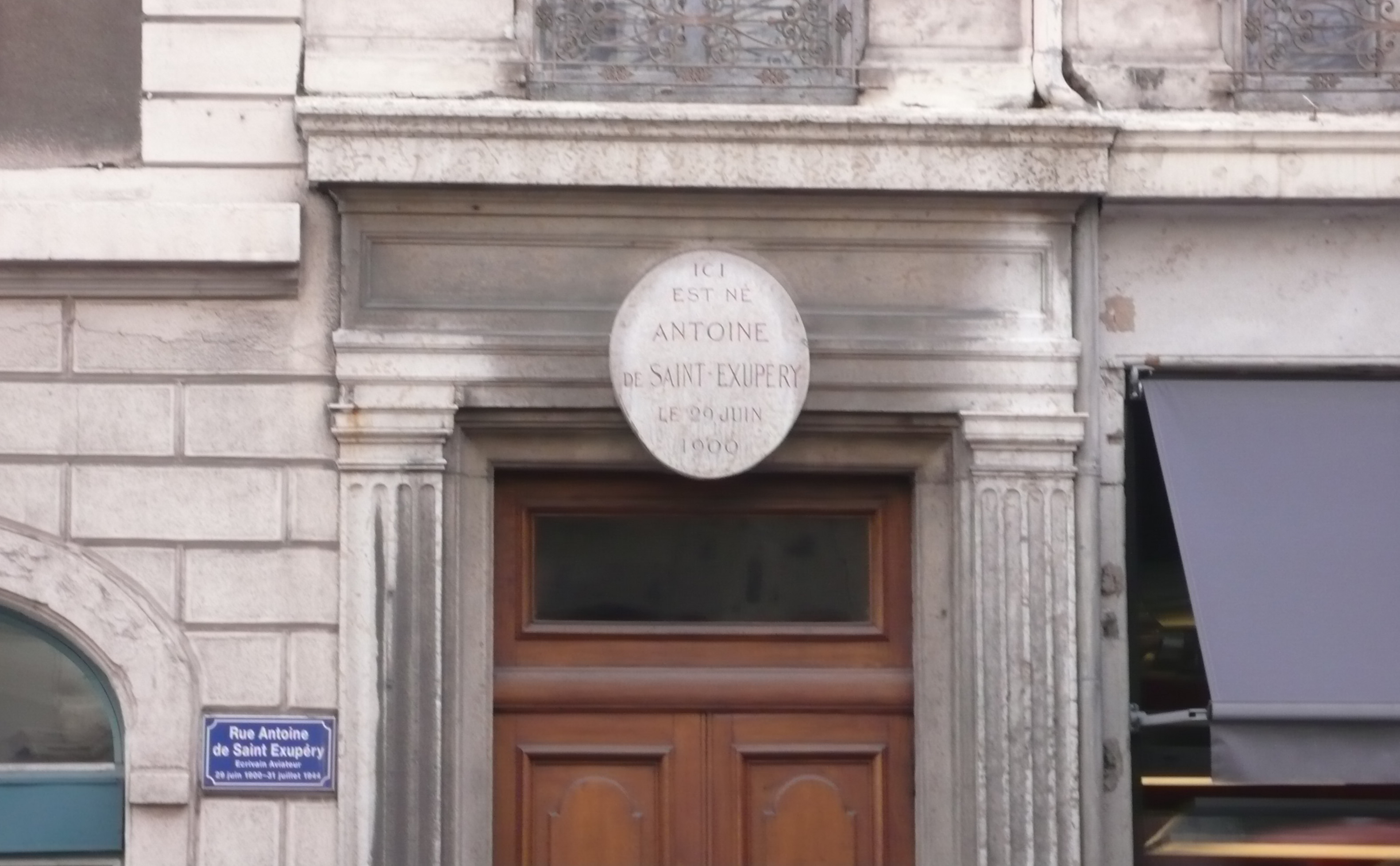
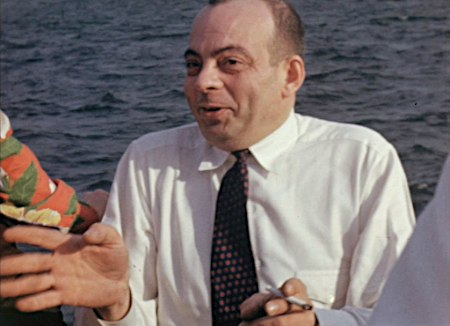
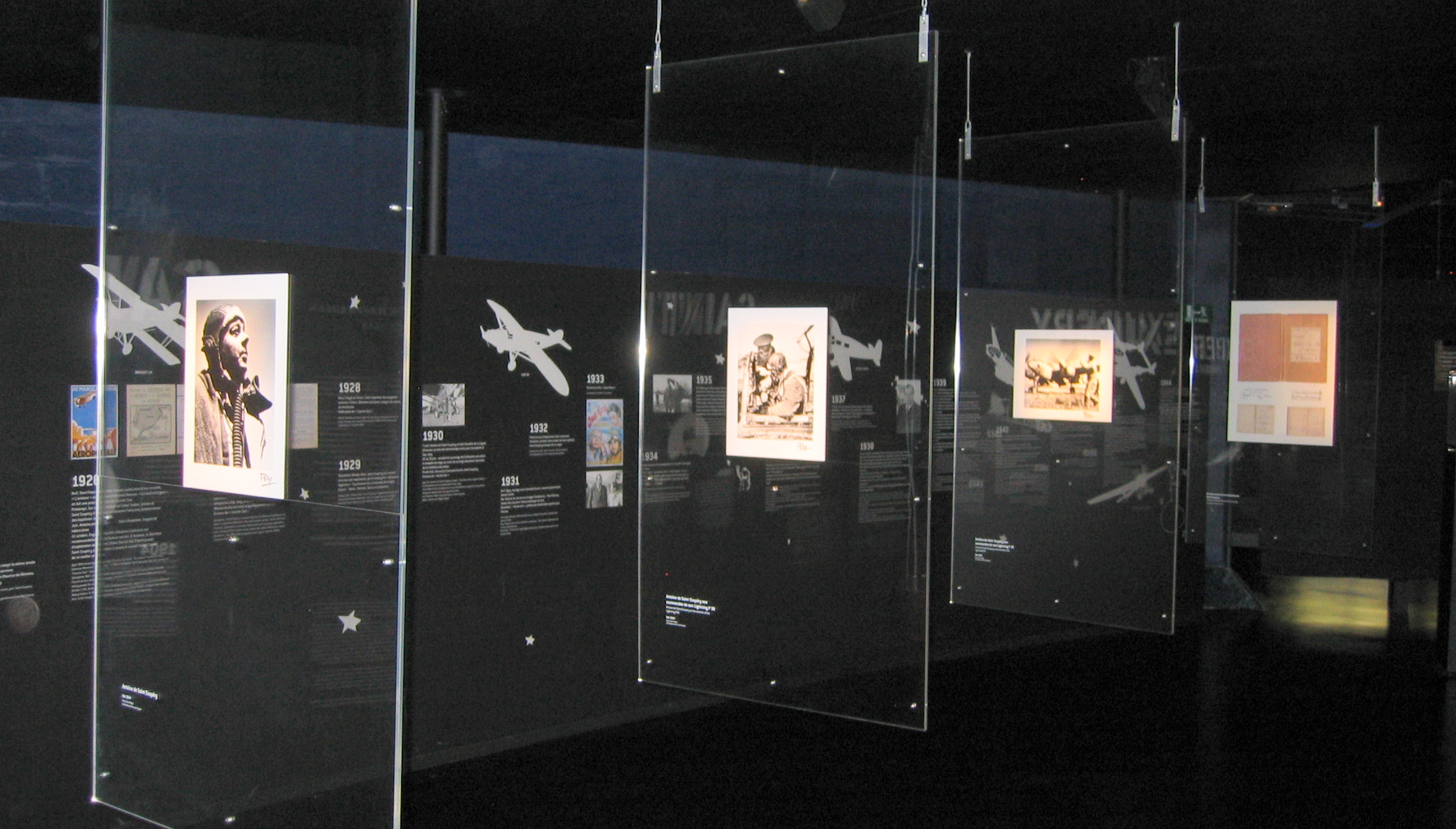
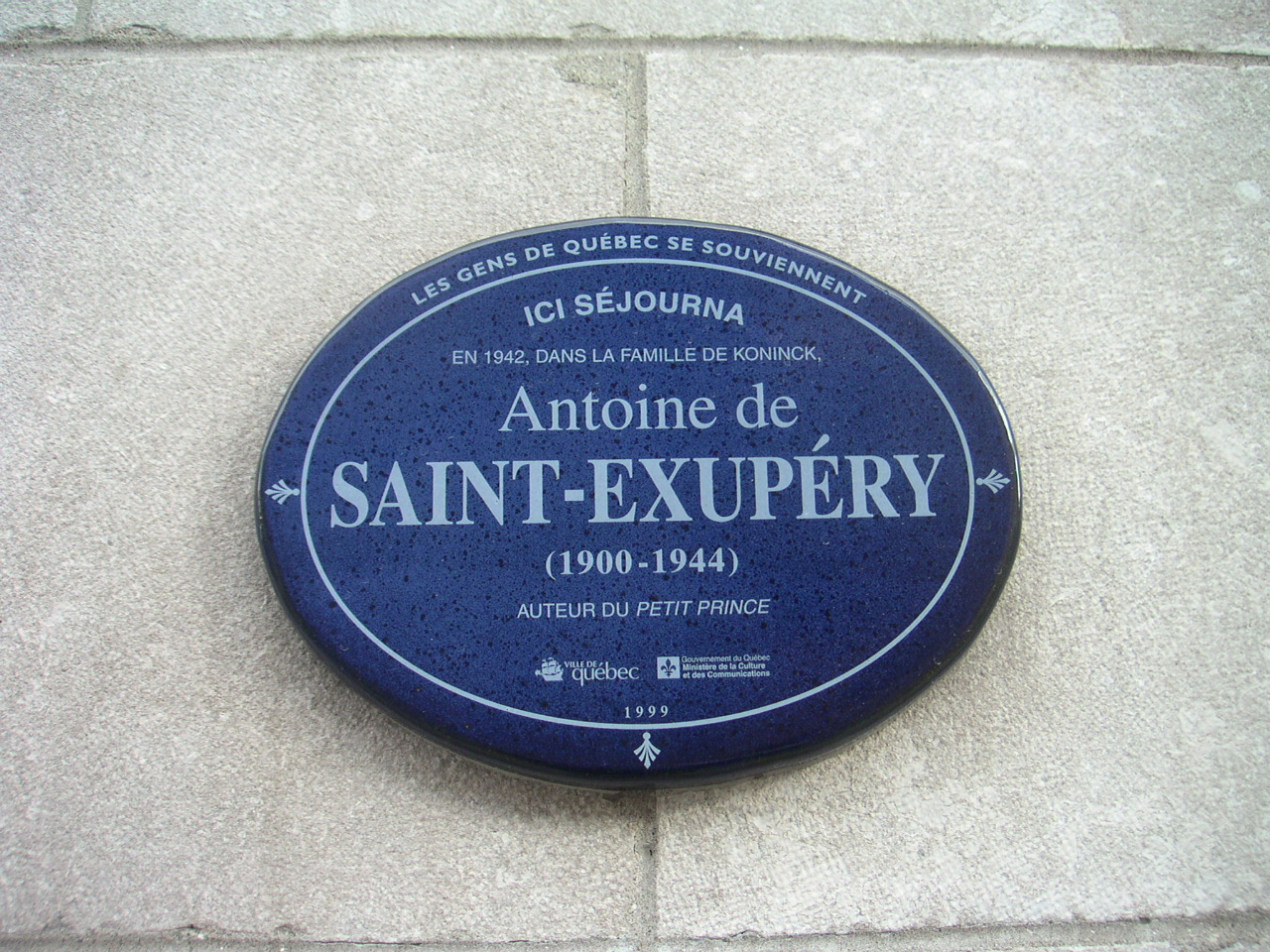
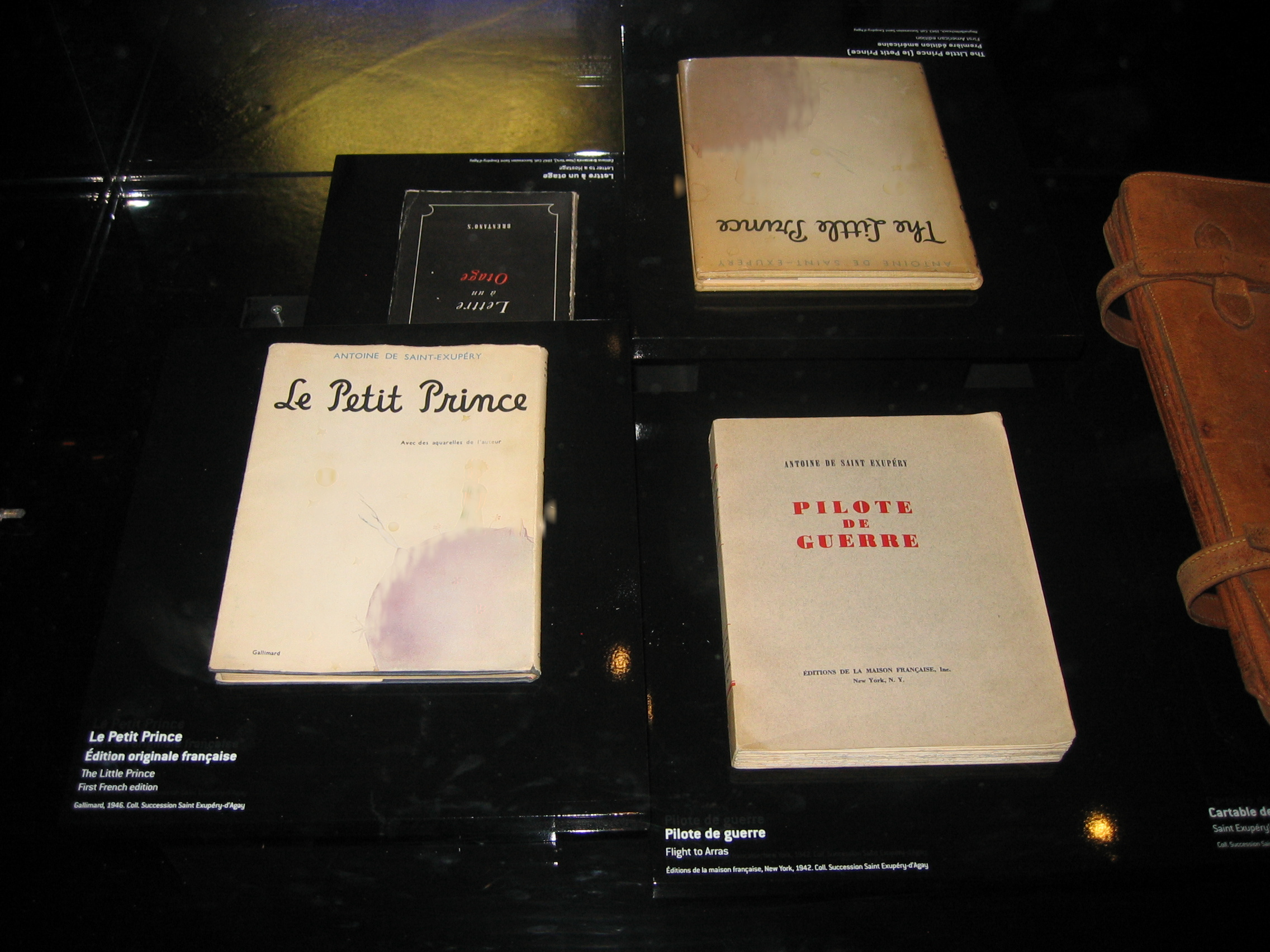
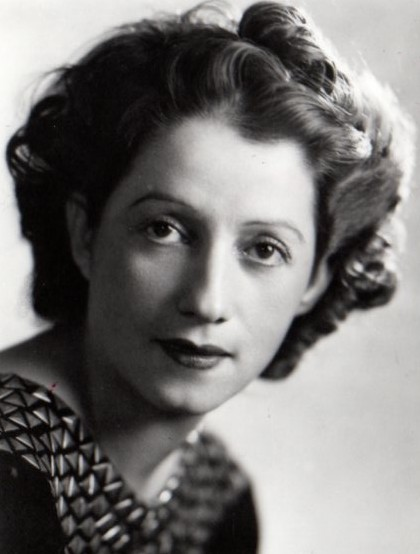
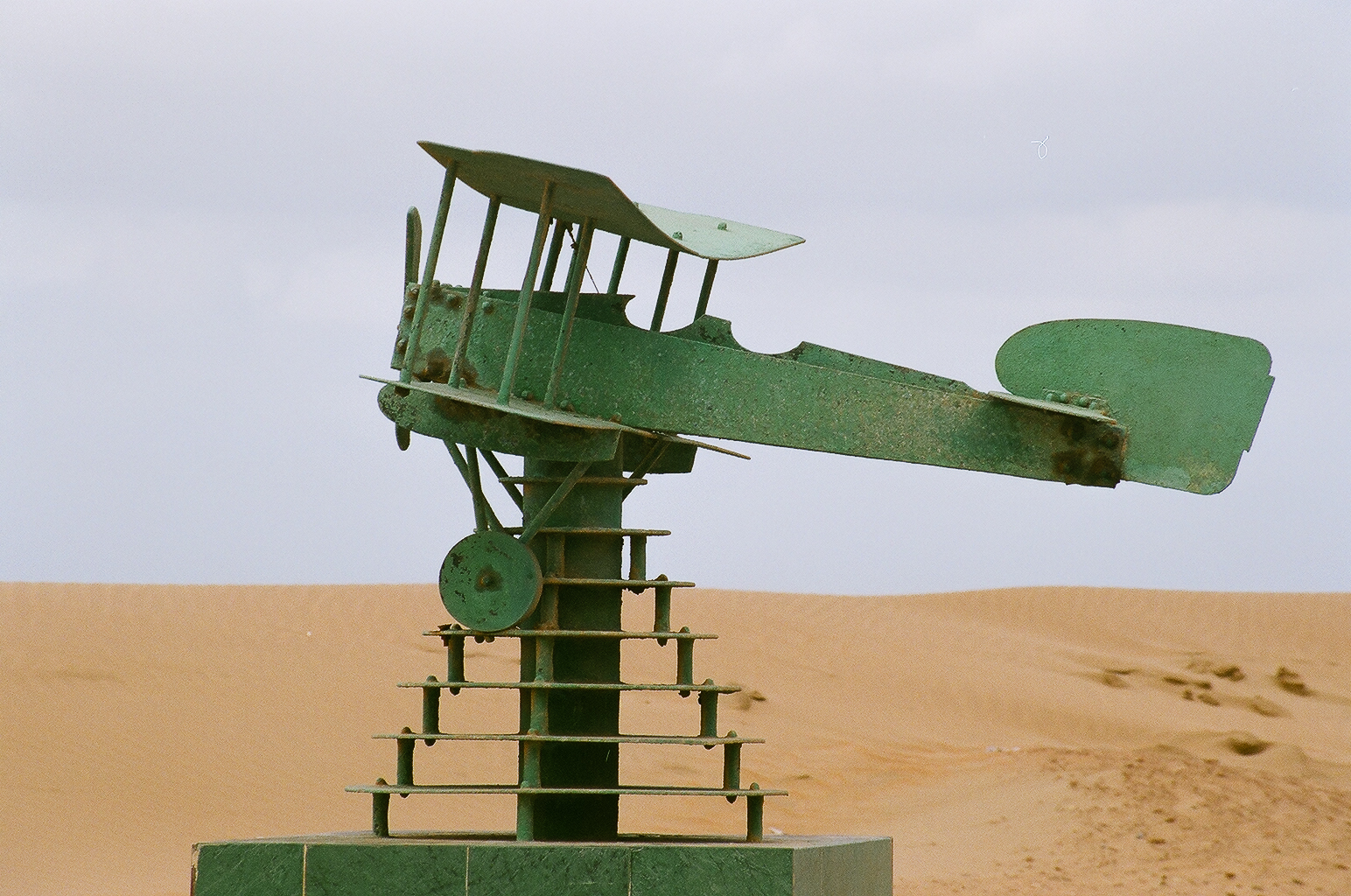
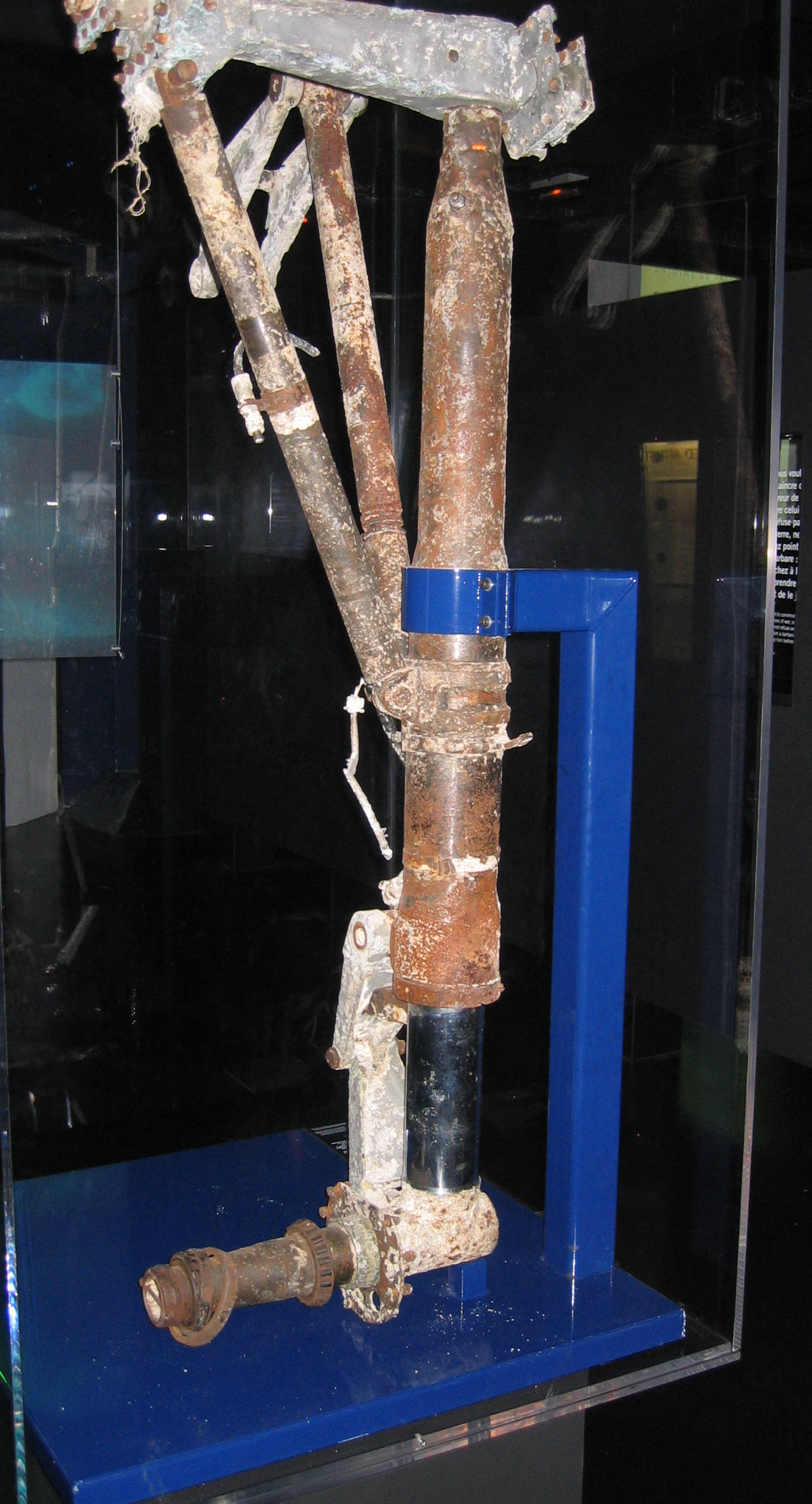

## آثار
- هوانورد (۱۹۲۶)
- پیک جنوب (۱۹۲۹)
- پرواز شبانه (۱۹۳۱)
- زمین انسان‌ها (۱۹۳۹)
- خلبان جنگ (۱۹۴۲)
- نامه به یک گروگان (۱۹۴۳)
- شازده کوچولو (۱۹۴۳)
- قلعه (۱۹۴۸) (پس از مرگ وی منتشر شد)
- نامه‌های جوانی (۱۹۵۳) (پس از مرگ وی منتشر شد)
- دفترچه‌ها (۱۹۵۳) (پس از مرگ وی منتشر شد)
- نامه‌ها به مادر (۱۹۵۵) (پس از مرگ وی منتشر شد)
- نوشته‌های جنگ (۱۹۸۲) (پس از مرگ وی منتشر شد)
- مانون رقاص (۲۰۰۷) (پس از مرگ وی منتشر شد)
- از آسمان به گل سرخ (۱۹۳۰_۱۹۴۴) نامه‌های عاشقانه آنتوان و کنسوئلو دو سنت-اگزوپری